# Calcidio

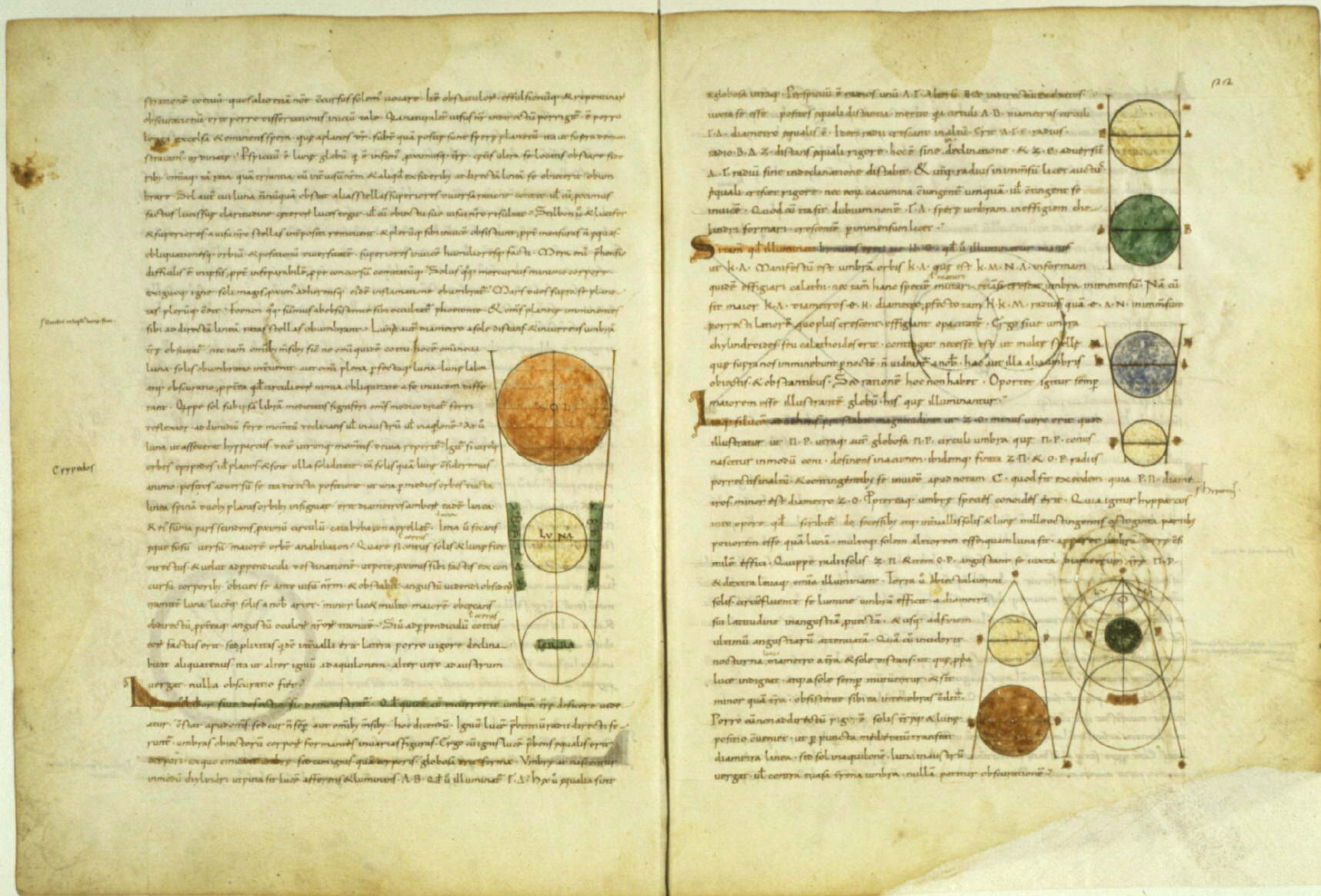
Manuscrito medieval de la traducción latina del Timeo de Platón de Calcidio.

Calcidio (siglo IV) fue un filósofo platónico especialmente conocido durante la Edad Media - con posterioridad a su época - por su traducción comentada del Timeo de Platón dedicada al obispo de Córdoba Osio. 
Esa traducción latina comentada fue la más utilizada por la intelectualidad europea occidental durante el Medievo y parte de la Edad Moderna como la herramienta más útil para el entendimiento de las profundas doctrinas de Platón vertidas en ese diálogo. La traducción latina parece no haber tenido apenas repercusión en su época, sin embargo, poco después se convirtió en una de las más admiradas y estudiadas, a lo cual contribuyó el poco conocimiento del griego clásico por parte de Occidente durante los siglos posteriores a su época; algo similar a lo que se ha constatado con otras obras de la literatura clásica latina, que se convirtieron en importantes referentes al no conservarse los originales griegos.

## Debate sobre su origen
En cuanto a su origen, existen varias hipótesis; aunque en realidad, salvo la más antigua o tradicional, donde Calcidio aparece como archidiácono de Osio (presuntamente el mismo Obispo de Córdoba que junto a los sacerdotes romanos Vito y Vicente representaron al Papa en el célebre primer Concilium Ecumenicum de Nicea), hasta la fecha, no ha existido ninguna hipótesis con peso suficiente para ser considerada como oficial sobre la nacionalidad, origen o residencia de Calcidio. Se ha llegado hasta decir que quizás fuera de origen judío, o un diácono en la iglesia de Cartago, pero nadie ha mostrado verdaderos argumentos ni datos de ningún tipo. Los únicos documentos que existen sobre su persona y vida, son unas dudosas cartas privadas atribuidas a Calcidio, pero en especial la célebre traducción comentada de la primera parte del Timeo de Platón, donde queda manifiesto que está dedicada al tal Osio.
Entre los elementos más importantes usados para situar en el tiempo y en el espacio a Calcidio está la carta introductoria, dedicada a Osio, al cual se refiere en varias ocasiones en su comentario. En esta carta cuenta como Osio le hizo el encargo de una tarea tan ardua como la traducción y comentario del Timeo desde el griego clásico al latín, según Calcidio, algo no intentado hasta entonces (operis intemptati ad hoc tempus). En algunos manuscritos se ha encontrado una subscriptio que añade luz a esta cuestión: "Osio episcopo Calcidius archidiaconus". Por consiguiente, Osio es un obispo, del cual Calcidio es su archidiácono. De hecho, en esta época se conoce un Osio, obispo de Córdoba (257-357 aproximadamente) el cual fue una figura importante en el cristianismo occidental. En la defensa de la ortodoxia, en los concilios de Nicea (325) y Sardica (344), dedicados a combatir el arrianismo, Osio jugó un papel determinante. Por consiguiente, si se trata de este Osio, Calcidio habría realizado su traducción comentada del Timeo en torno a los años 325-350 a. C. (debe ser error esta fecha antes de Cristo)
Waszink, el último editor -hasta la fecha- de Calcidio se opuso a esta hipótesis, que ha sido siempre la tradicional, creyendo que habría que situar a Calcidio a finales del siglo IV o incluso a principios del siglo V. Según Waszink, el ambiente en que habría surgido este tratado neoplatónico y cristiano sería el de Milán de finales del siglo IV, época en que la ciudad italiana era un centro de neoplatonismo pagano y cristiano, y que Osio podría ser un alto funcionario imperial, activo en Milán en torno al 395; aunque bien es cierto que no existe ninguna evidencia de la existencia de este supuesto Osio de Waszink. Por otra parte, Raymond Klibansky ya había observado que San Isidoro, que solía resaltar la procedencia hispana de los escritores del pasado, no menciona a Calcidio, pero este argumento ha sido rebatido por Dillon, quien retoma la antigua hipótesis tradicional sustentada en la subscriptio, y para quien el hecho de que San Isidoro no mencione a Calcidio sólo indicaría que no lo conocía, algo que se justifica en tres hechos:
- Primero: que San Isidoro no mencionó a todos los autores hispanos que existían antes de su época.
- Segundo: que la obra de Calcidio apenas tuvo influencia alguna en la antigüedad tardía, y sólo se la volvió a consultar después del siglo XII, o sea, varios siglos después de la época de San Isidoro.
- Tercero: el marcado carácter platónico, y muy poco cristiano, que evidencia la obra de Calcidio, hasta el punto que parece incluso que Calcidio teme que se sepa cuál es su fe (como en los tiempos anteriores, no muy lejanos, de la Roma imperial cuando los cristianos eran perseguidos), razones más que suficientes para que San Isidoro (un ferviente y devoto cristiano), aún conociendo su obra, decidiera no incluirlo entre los célebres autores de los primeros siglos del cristianismo hispano.

Además, según Dillon, no es posible que un verdadero cristiano pudiera haber escrito un comentario a un texto pagano como el Timeo (de una manera manifiestamente más partidista de las ideas platónicas que de la propia fe cristiana) en fecha posterior al 350. Por otra parte, Moreschini rechaza ambas hipótesis, la tradicional y la de Waszink. Para él la subscriptio podría ser una invención de alguien que vivió en la época en que se re-descubre a Calcidio, el siglo XII.

### Traducción
- Commentario al Timeo di Platone, Milano, 2003 ISBN 88-452-9232-0
- Commentaire au Timée de Platon, 2 vols., París, 2011, ISBN 978-2-7116-2264-1
- Traducción y Comentario del Timeo de Platón, Zaragoza, 2014 ISBN 978-84-7956-134-5
- On Plato's Timaeus / Calcidius, Cambridge (Mass.) - London, 2016 ISBN 9780674599178

### Estudios
- BOEFT, J. DEN, Calcidius on fate. His doctrine and sources, Leiden, 1970.
- BOEFT, J. DEN, Calcidius on demons (Commentarius ch. 127-136), Leiden, 1977.
- CALCIDIO, Commentario al «Timeo» di Platone (testo latino a fronte), a cura di Claudio Moreschini, con la collaborazione di Marco Bertolini, Lara Nicolini, Ilaria Ramelli, Bompiani, Il Pensiero Occidentale, Milán, 2003.
- CICERÓN, Sobre la adivinación, Sobre el destino, Timeo, introd., trad. y notas de Ángel Escobar, Biblioteca Clásica Gredos, n.º 271, Madrid, 1999.
- EASTERLING, P. E & KNOX, B. M. W. (eds.), Historia de la literatura clásica (Cambridge University). I. Literatura griega, vers. esp. Federico Zaragoza Alberich, Madrid, 1990.
- GERSH, Stephen, Middle Platonism and Neoplatonism: The Latin Tradition, Publications in Medieval Studies, vol. 23. University of Notre Dame Press, 1986.
- MACÍAS VILLALOBOS, C., "La influencia de Calcidio en la obra y el pensamiento de Marsilio Ficino", Crítica Hispánica, 37.2 (2015), 53-100.
- PLATON, Oeuvres Complètes. Tomo X. Timée, Critias, texte établi et traduit par Albert Rivaud, Les Belles Lettres, París, 1970 (5.ª reimpr.).
- WASZINK, J. H., Studien zum Timaioskommentar des Calcidius, I. Die erste Hälfte des Kommentars (mit Ausnahme der Kapitel über die Weltseele), Leiden, Brill, 1964.
- WINDEN, VAN J. M. C., Calcidius on matter. His doctrine and sources. A chapter in the history of platonism, Leiden, Brill, 1959.